# Классический «Доктор Кто» (18-й сезон)
Премьера восемнадцатого сезона классических серий британского научно-фантастического сериала «Доктор Кто» состоялась 30 августа 1980 года, с выходом на экраны первого эпизода серии «Вольный улей». Сезон завершился 21 марта 1981 года показом последнего эпизода серии «Логополис».

## Актёрский состав

### Основной
- Том Бейкер в роли Четвёртого Доктора
- Лалла Уорд в роли Романы II
- Джон Лисон озвучил К-9 второй модели
- Мэтью Уотерхаус в роли Адрика
- Сара Саттон в роли Ниссы
- Джанет Филдинг в роли Тиган Джованки

Сезон 18 стал последним для Тома Бейкера, исполнителя роли Четвёртого Доктора: после семи лет съёмок он покинул проект, на данный момент это самое продолжительное участие актёра «Доктора Кто» в данном сериале. Лалла Уорд, сыгравшая второе воплощение Романы, в последний раз замечена в серии «Врата воинов», а Джон Лисон, вернувшийся к озвучиванию питомца Доктора — металлической робособаки К-9 второй модели — окончательно покинул проект в той же серии. Новые спутники Доктора: Адрик (Мэтью Уотерхаус), Нисса (Сара Саттон) и Тиган Джованка (Джанет Филдинг) — появились в сериях «Полный круг», «Хранитель Тракена» и «Логополис» соответственно. Сезон является первым с 1967 года, в котором Доктор путешествует сразу с тремя спутниками.

### Приглашённый
В серии «Хранитель Тракена» вновь появляется заклятый враг Доктора, Мастер. На этот раз его роль исполнил Джеффри Биверс. Это же воплощение появляется и в последующих сериях и сезонах, но уже в исполнении Энтони Эйнли.

## Список серий
В 18 сезоне место продюсера «Доктора Кто» занял Джон Нэйтан-Тернер, заменив ушедшего Грэма Уильямса, в то время как Кристофер Г. Билмид становится редактором сценариев вместо Дугласа Адамса. Также, только на этот сезон, в качестве исполнительного продюсера в проект вернулся Барри Леттс. Все серии вернулись к формату, который использовался при выпуске ранних сезонов, вследствие чего сюжет каждой из них плавно перетекал в сюжет последующей. Кроме того, три серии — «Полный круг», «Состояние упадка» и «Врата воинов» — представляют собой единую, взаимосвязанную трилогию, в которой рассказывается о появлении Адрика и об уходе Романы и К-9.
Между сериями «Состояние упадка» и «Врата воинов» был сделан рождественский хиатус-перерыв длиной в три недели.
| № | #   | Название                                   | Частей (эпизодов) | Режиссёр              | Сценарист                     | Зрителей (миллионов) | Индекс оценки | Дата выхода в эфир                                                                    | Код |
| --- | --- | ------------------------------------------ | ----------------- | --------------------- | ----------------------------- | -------------------- | ------------- | ------------------------------------------------------------------------------------- | --- |
| 1 | 109 | «Вольный улей» «The Leisure Hive»          | 4 эпизода         | Ловетт Бикфорд        | Дэвид Фишер                   | 5.9 5.0 4.5          | — 65          | 30 августа 1980 года 6 сентября 1980 года 13 сентября 1980 года 20 сентября 1980 года | 5N  |
| Доктор и Романа решают отдохнуть на Арголине - планете, превращённой после разрушительной войны в крупнейший галактический центр развлечений. Однако сейчас арголианский Улей Досуга переживает не лучшие времена, а кое-кто вынашивает очень коварные планы.                   |     |                                            |                   |                       |                               |                      |               |                                                                                       |     |
| 2 | 110 | «Меглос» «Meglos»                          | 4 эпизода         | Теренс Дадли          | Джон Фланаган Эндрю Маккаллох | 5.0 4.2 4.7          | 61 64 — 63    | 27 сентября 1980 года 4 октября 1980 года 11 октября 1980 года 18 октября 1980 года   | 5Q  |
| На Тигелле противоборствуют жрецы и учёные - две силы, каждая из которых уверена, что именно она способна найти выход из охватившего планету кризиса. Доктору предстоит не только выступить в качестве третейского судьи, но и защитить Тигеллу от шайки космических наёмников. |     |                                            |                   |                       |                               |                      |               |                                                                                       |     |
| 3 | 111 | «Полный круг» «Full Circle»                | 4 эпизода         | Питер Гримуэйд        | Эндрю Смит                    | 5.9 3.7 5.9 5.4      | — 65          | 25 октября 1980 года 1 ноября 1980 года 8 ноября 1980 года 15 ноября 1980 года        | 5R  |
| Доктор должен вернуть Роману на Галлифрей, однако ТАРДИС попадает в "карманную вселенную" Алзариуса, население которого готовится пережить разрушительный катаклизм. |     |                                            |                   |                       |                               |                      |               |                                                                                       |     |
| 4 | 112 | «Состояние упадка» «State of Decay»        | 4 эпизода         | Питер Моффат          | Терранс Дикс                  | 5.8 5.3 4.4 5.4      | — 69          | 22 ноября 1980 года 29 ноября 1980 года 6 декабря 1980 года 13 декабря 1980 года      | 5P  |
| На планете, затерянной в оторванном от остальной Вселенной Е-пространстве, ждёт своего воскрешения древний ужас, грозящий гибелью всему живому. А на ТАРДИС объявился безбилетник - юный математик Адрик с Алзариуса.                                                           |     |                                            |                   |                       |                               |                      |               |                                                                                       |     |
| 5 | 113 | «Врата воинов» «Warriors’ Gate»            | 4 эпизода         | Пол Джойс Грэм Харпер | Стэфэн Галлахер               | 7.1 6.7 8.3 7.8      | 59 — 59       | 3 января 1981 года 10 января 1981 года 17 января 1981 года 24 января 1981 года        | 5S  |
| Пытаясь выбраться из Е-Вселенной, ТАРДИС оказывается в Нигде - нулевой точке вне пространства и времени, выход из которой возможен только через таинственные Врата Воинов. Причём Доктор, Романа и Адрик - не единственные, кто ищет этот выход.                                |     |                                            |                   |                       |                               |                      |               |                                                                                       |     |
| 6 | 114 | «Хранитель Тракена» «The Keeper of Traken» | 4 эпизода         | Джон Блэк             | Джони Бирн                    | 7.6 6.1 5.2 6.1      | — 63          | 31 января 1981 года 7 февраля 1981 года 14 февраля 1981 года 21 февраля 1981 года     | 5T  |
| Империя Тракена процветала под властью мудрого Хранителя, не зная ни зла, ни горя. Однако времена меняются, и только Доктор может спасти Тракен от неслыханных бедствий: ведь в игру вновь вступил его заклятый враг, Мастер.                                                   |     |                                            |                   |                       |                               |                      |               |                                                                                       |     |
| 7 | 115 | «Логополис» «Logopolis»                    | 4 эпизода         | Питер Гримуэйд        | Кристофер Х. Бидмид           | 7.7 5.8 6.1          | — 61 — 65     | 28 февраля 1981 года 7 марта 1981 года 14 марта 1981 года 21 марта 1981 года          | 5V  |
| Логополис. Место, где раса гениальных математиков вершит судьбы мира с помощью вычислений и формул. Доктор не может предугадать, что ждёт его в этом приключении. Но одно он знает точно: оно станет для него последним.                                                        |     |                                            |                   |                       |                               |                      |               |                                                                                       |     |

## Показ
18 сезон классических серий «Доктора Кто» транслировался на канале BBC One с 30 августа 1980 года по 21 марта 1981 года.

### DVD-релизы
| Серия | Количество и продолжительность эпизодов | Регион 2            | Регион 4            | Регион 1            |
| --- | --------------------------------------- | ------------------- | ------------------- | ------------------- |
| Вольный улей | 4 × 25 м.                               | 5 июля 2004 года    | 7 октября 2004 года | 7 июня 2005 года    |
| Меглос | 4 × 25 м.                               | 10 января 2011 года | 20 января 2011 года | 11 января 2011 года |
| Трилогия об Е-пространстве: Полный круг (4 эпизода) Состояние упадка (4 эпизода) Врата воинов (4 эпизода)                                                         | 12 × 25 м.                              | 26 января 2009 года | 5 марта 2009 года   | 5 мая 2009 года     |
| Хранитель Тракена В Регионах 2 и 4 выходил только в рамках сборника New Beginnings В Регионе 1 либо в виде отдельного издания, либо в составе различных сборников | 4 × 25 м.                               | 29 января 2007 года | 7 марта 2007 года   | 5 июня 2007 года    |
| Логополис В Регионах 2 и 4 выходил только в рамках сборника New Beginnings В Регионе 1 либо в виде отдельного издания, либо в составе различных сборников         | 4 × 25 м.                               | 29 января 2007 года | 7 марта 2007 года   | 5 июня 2007 года    |

## Книги
| Серия               | Адаптация                        | Автор               | Впервые опубликована |
| ------------------- | -------------------------------- | ------------------- | -------------------- |
| «Вольный улей»      | «Доктор Кто и Вольный улей»      | Дэвид Фишер         | 1982                 |
| «Меглос»            | «Меглос»                         | Терренс Дикс        | 1983                 |
| «Полный круг»       | «Полный круг»                    | Эндрю Смит          | 1982                 |
| «Состояние упадка»  | «Доктор Кто и Состояние упадка»  | Терренс Дикс        | 1982                 |
| «Врата воинов»      | «Доктор Кто и Врата воинов»      | Джон Лидекер        | 1982                 |
| «Хранитель Тракена» | «Доктор Кто и Хранитель Тракена» | Терренс Дикс        | 1982                 |
| «Логополис»         | «Логополис»                      | Кристофер Г. Бидмид | 1982                 |